# Municipio de Tepetlán
El municipio de Tepetlán se encuentra en el estado mexicano de Veracruz, es uno de los 212 municipios de la entidad y tiene su ubicación en la zona centro montañosa del Estado. Sus coordenadas son 19°40’ latitud norte, longitud oeste de 96°48’ y cuenta con una altura de 1,180 m s. n. m. Su cabecera es la localidad de Tepetlán.
El municipio lo conforman 24 localidades en las cuales habitan 9.405 personas.
En este municipio, se celebra la fiesta religiosa en honor a San Antonio del Monte (Padua), patrono del lugar el 13 de junio y su aparición se celebra el miércoles anterior al primer viernes de marzo. Tepetlán, también tiene una danza de Moros contra Cristianos, la cual representa la Evangelización.

## Límites
- Norte: Chiconquiaco.
- Sur: Alto Lucero y Naolinco.
- Este: Alto Lucero de Gutiérrez Barrios.
- Oeste: Acatlán y Naolinco.

## Clima
El clima de este municipio es templado-húmedo, con una temperatura de 19 °C, las lluvias son abundantes en verano y con menor intensidad en otoño.